# Cytospora taxi
Cytospora taxi är en svampart som beskrevs av Sacc. 1884. Cytospora taxi ingår i släktet Cytospora och familjen Valsaceae.   Inga underarter finns listade i Catalogue of Life.